# مدرسة كارل

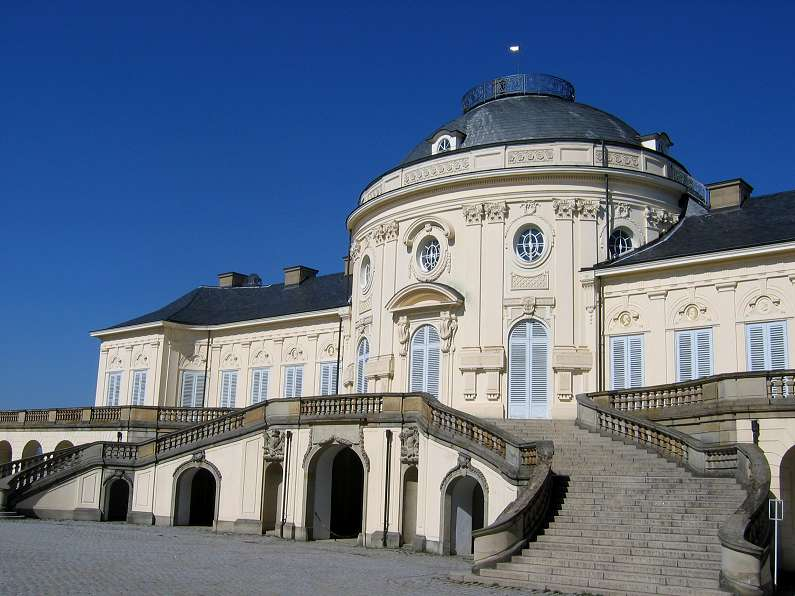

مدرسة كارل الثانوية (بالألمانية: Hohe Karlsschule)، الأكاديمية العسكرية الصارمة التي أسسها كارل يوجين، (بالألمانية: Karl Eugen,) دوق فورتمبيرغ في شتوتغارت، ألمانيا. في عام 1770.وكانت بمثابة أكاديمية عسكرية، وأكاديمية للفنون في وقت لاحق، ومدرسة النخبة لأبناء الأسر في فورتمبرغ .